# Eremnophila binodis
Eremnophila binodis là một loài côn trùng cánh màng trong họ Sphecidae, thuộc chi Eremnophila. Loài này được Fabricius miêu tả khoa học đầu tiên năm 1798.